# Теміртас Жусупов
Жусупов Теміртас Берикули (каз. Теміртас Берікұлы Жүсіпов; 15 січня 1988, Тассуат, Жаркаїнський район, Акмолинська область, Казахська РСР) — казахський боксер, чемпіон світу серед аматорів.

## Аматорська кар'єра
Впродовж 2012—2018 років Теміртас Жусупов п'ять разів був чемпіоном Казахстану і один раз срібним призером.
На чемпіонаті Азії 2013 року завоював золоту медаль.
На чемпіонаті Азії 2015 програв у 1/8 фіналу Хасанбою Дусматову (Узбекистан).
Впродовж 2015—2017 років входив до складу команди «Astana Arlans» (укр. «Вовки Астани») напівпрофесійної боксерської ліги WSB, у складі якої двічі став переможцем сезону.
На Азійських іграх 2018 переміг Цубоі Томоя (Японія) — 3-2, а у чвертьфіналі програв Карло Паалам (Філіппіни) — 1-4.
На чемпіонаті Азії 2019 завоював бронзову медаль.
2021 року став чемпіоном світу.
- В 1/8 фіналу переміг Омера Аметовича (Сербія) — 4-1
- У чвертьфіналі переміг Нодіржона Мірзахметова (Узбекистан) — 5-0
- У півфіналі переміг Євгенія Кармільчика (Білорусь) — 5-0
- У фіналі переміг Вуттічай Юрачай (Таїланд) — 5-0